# Loide Kasingo
Loide Lucky Shoopala Kasingo (* 17. Februar 1954 in Südwestafrika) ist eine namibische Politikerin und Gewerkschafterin. Als Mitglied der SWAPO sitzt Kasingo seit 1996 in der Nationalversammlung von Namibia und war von 1996 bis 2005 Vize-Ministerin. Seit 2010 ist sie stellvertretende Sprecherin der Nationalversammlung.

## Leben
Kasingo besuchte bis 1971 die Ongwediva High School in Ongwediva. 1974 ging sie an die Universität Limpopo in Südafrika, wo sie 1978 einen Bachelor of Jurisprudence erwarb. Nachdem sie von 1983 bis 1984 in Südafrika verschiedene Kurse in Marketingmanagement absolviert hatte, wurde Kasingo zur Ausbildung bei der Internationalen Arbeitsorganisation (IAO) nach Turin, Italien, geschickt. Im Jahr 1987 erwarb sie bei der IAO ein Diplom in Ausbildungsmethodik für Gewerkschaftsausbilder.

## Politikerin
1975 trat Kasingo der SWAPO bei. In den späten 1980er Jahren wurde sie als Mitglied der National Union of Namibian Workers (NUNW), einer der drei großen Gewerkschaftsverbände, zu einer bekannten Person. Von 1989 bis 1985 war sie als Alphabetisierungslehrerin für das Namibia Literacy Program und des Namibischen Kirchenrates tätig. Nach der Unabhängigkeit im Jahr 1990 war Kasingo weiterhin als hochrangiges Mitglied der NUNW in verschiedenen Funktionen tätig.
Von 1990 bis 1996 war Kasingo als Staatsanwältin für das Justizministerium an den Gerichten in Windhoek tätig. 1996 benannte sie Präsident Sam Nujoma als Nachfolgerin von Ben Ulenga in der Nationalversammlung und als stellvertretende Ministerin für Kommunal- und Regionalverwaltung und Wohnungsbau benannt, als Ulenga in der Mitte der Legislaturperiode namibischer Hochkommissar im Vereinigten Königreich wurde. Von 2000 bis 2005 war sie stellvertretende Ministerin für innere Angelegenheiten.
Seit 2002 ist sie Mitglied des Zentralkomitees der SWAPO sowie des Zentralkomitees des SWAPO Women’s Council. Nach der Wahl von Hifikepunye Pohamba zum Präsidenten im Jahr 2004 wurde Kasingo als stellvertretende Ministerin abgesetzt. Trotz ihrer Degradierung wurde sie auf der SWAPO-Kandidatenliste für die Nationalversammlung an elfter Stelle geführt, was ihr praktisch einen Platz in diesem Gremium garantierte, wenn auch als Hinterbänklerin. Von 2005 bis 201 war sie Vorsitzende des Ausschusses für Verfassungs- und Rechtsangelegenheiten. Seit 2010 ist Kasingo stellvertretende Sprecherin des Parlaments.
Außerdem ist sie seit 2006 Mitglied des Panafrikanischen Parlaments.

## Ehrungen
Kasingo ist seit September 2011 Honorarprofessorin an der Jilin-Universität, Volksrepublik China.